# Radnice v Benešově nad Ploučnicí
Radnice v Benešově nad Ploučnicí je novorenesanční budova na náměstí Míru v centru severočeské obce Benešov nad Ploučnicí v Ústeckém kraji. V budově z roku 1904 sídlí městský úřad, služebna policie ČR a další. V sousedství radnice se nachází renesanční zámek, který je vzácnou ukázkou architektury saské renesance.
Nedaleko od náměstí západním směrem v Děčínské ulici se nachází objekt bývalé Staré radnice.

## Stará a Nová radnice

### Stará radnice a pivovar
V Benešově nad Ploučnicí dodnes stojí budova Staré radnice, která vznikla při měšťanském pivovaru, který původně v těchto místech stál snad již v roce 1399, kdy je poprvé pivovar v Benešově nad Ploučnicí zmiňován, na počátku 16. století či dříve. Již v roce 1571 však město zachvátil velký požár, který poškodil také radnici. V průběhu staletí došlo k dalším požárům a s tím i k novým přestavbám budov.
Svému účelu sloužil Stará radnice do poloviny 17. století, kdy byla ve městě postavena nová reprezentativnější radnice na náměstí u zámku, v samém centru města.
Pivovar byl v 19. století přebudován velkokapacitní a výroba piva probíhala až do roku 1949, kdy byl pivovar zrušen. Poté byl objekt využíván jako sklad. V současné době je dnes částečně využíván pro účely restaurace.

### Nová radnice

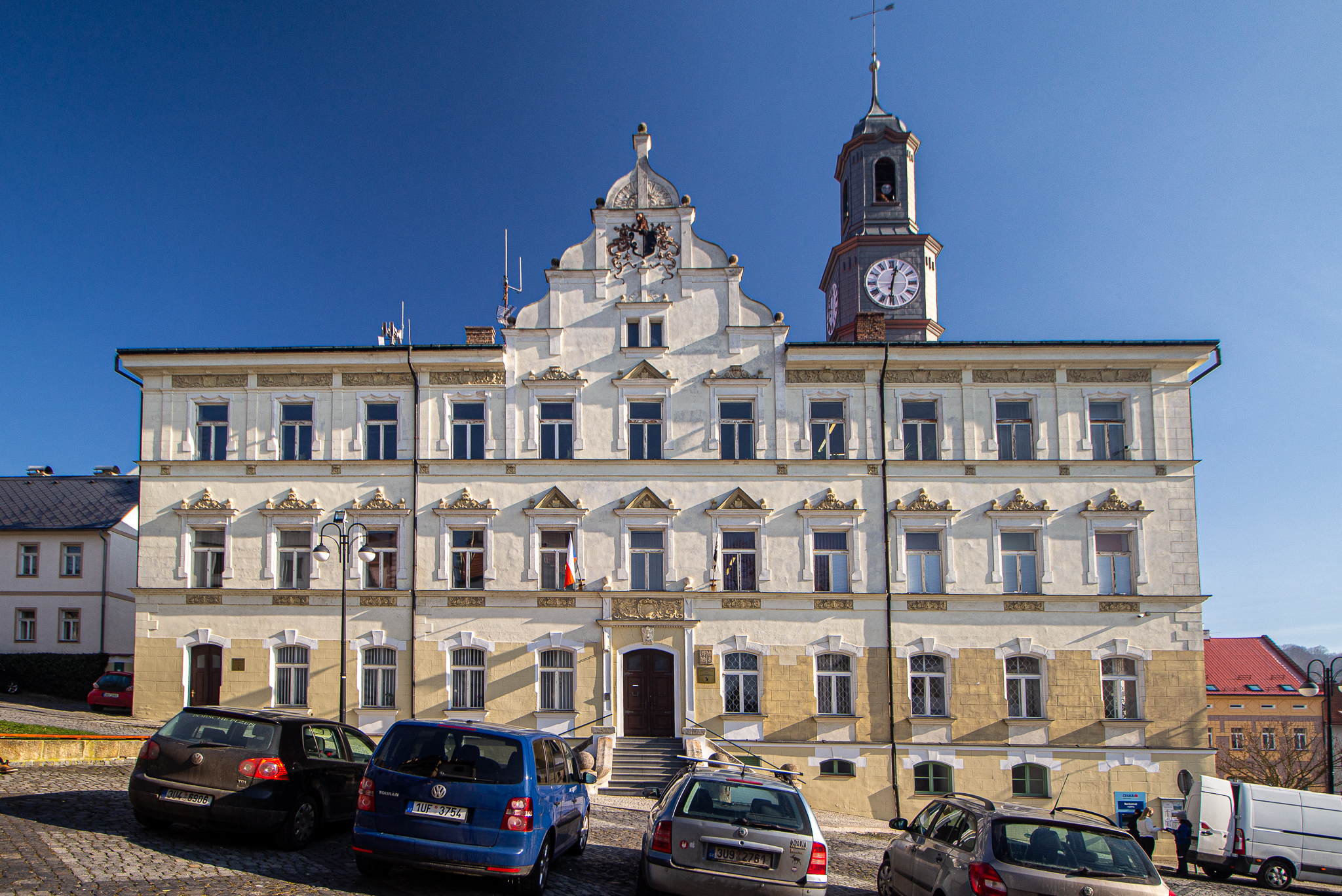
Západní průčelí Nové radnice

Budova Nové radnice byla vystavěna v severní části náměstí ve 2. polovině 17. století v sousedství objektu renesančního Dolního zámku. Původně vznikla v místě starší zástavby a v průběhu let byla několikrát přestavována, zejména z důvodu opakovaných požárů města. Současná poměrně rozlehlá reprezentativní podoba je z roku 1904, kdy byla velkoryse přestavěna v novorenesančním slohu.